# Liste der Biografien/Ged
Liste der Biografien |
Portal Biografien |
Personensuche
# |
A |
B |
C |
D |
E |
F |
G |
H |
I |
J |
K |
L |
M |
N |
O |
P |
Q |
R |
S |
T |
U |
V |
W |
X |
Y |
Z |
?
 
Ga |
Gb |
Gc |
Gd |
Ge |
Gf |
Gh |
Gi |
Gj |
Gk |
Gl |
Gm |
Gn |
Go |
Gp |
Gq |
Gr |
Gs |
Gu |
Gv |
Gw |
Gy |
Gz
 
Gea |
Geb |
Gec |
Ged |
Gee |
Gef |
Geg |
Geh |
Gei |
Gej |
Gek |
Gel |
Gem |
Gen |
Geo |
Gep |
Ger |
Ges |
Get |
Geu |
Gev |
Gew |
Gex |
Gey |
Gez
Die Liste der Biografien führt alle Personen auf, die in der deutschsprachigen Wikipedia einen Artikel haben. Dieses ist eine Teilliste mit 102 Einträgen von Personen, deren Namen mit den Buchstaben „Ged“ beginnt.

## Ged
- Ged, William (1690–1749), schottischer Erfinder

### Geda
- Geda, Fabio (* 1972), italienischer Schriftsteller und Journalist
- Geda, Sigitas (1943–2008), litauischer Schriftsteller
- Gedalge, André (1856–1926), französischer Musikpädagoge und Komponist
- Gedalja, babylonischer Statthalter Judas nach der Eroberung Jerusalems
- Gedalja ibn Jachja (1526–1587), jüdischer Chronist in Italien
- Gedaschko, Axel (* 1959), deutscher Politiker (CDU)
- Gedat, Bernhard (1888–1914), deutscher Schwimmer
- Gedat, Gustav-Adolf (1903–1971), deutscher Politiker (CDU), MdB
- Gedat, Wolfgang (1940–2019), deutscher Biologe

### Gedd
- Gedda, Nicolai (1925–2017), schwedischer Opernsänger (Lyrischer Tenor)Nicolai Gedda (1925–2017)

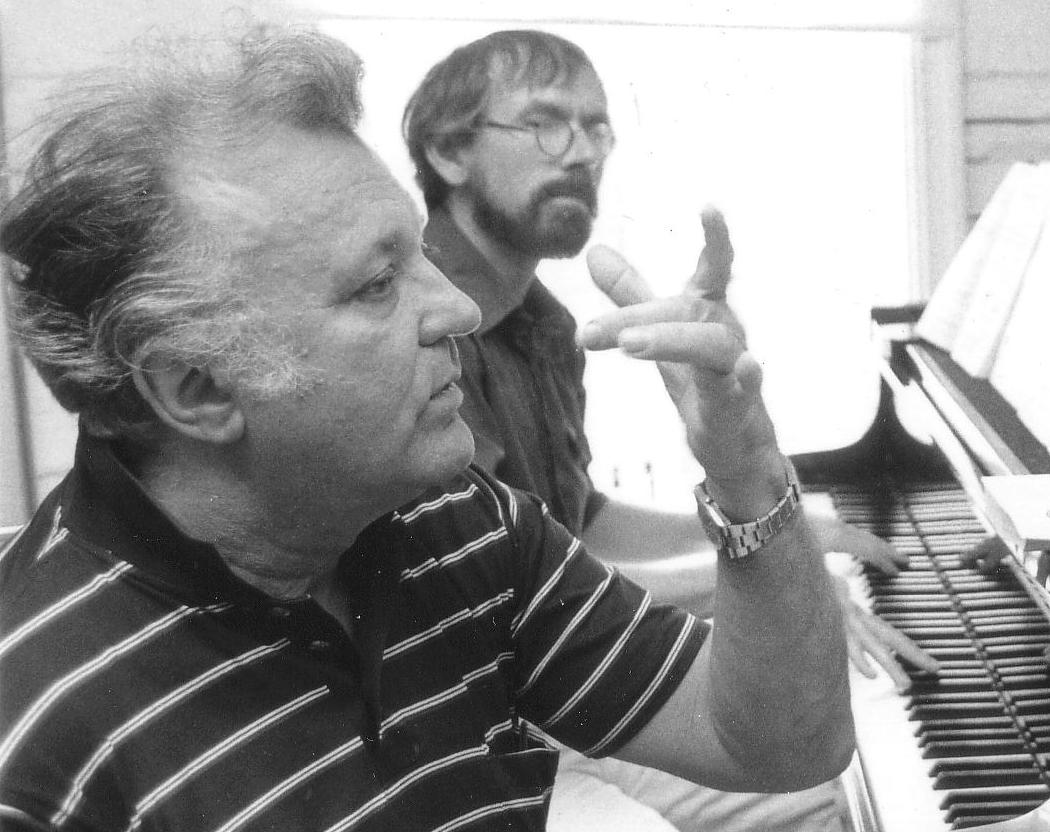
Nicolai Gedda (1925–2017)

- Gedda, Per (1914–2005), schwedischer Segler
- Geddert, Hans-Jörg (* 1964), deutscher Basketballspieler
- Geddert, Holly (* 2001), deutsche Schauspielerin
- Geddes, Anne (* 1956), australische Fotografin und Modedesignerin
- Geddes, Auckland, 1. Baron Geddes (1879–1954), britischer Offizier und Politiker, Mitglied des House of Commons, Peer, Oberhausmitglied, Minister und Botschafter
- Geddes, Axel, Filmeditor
- Geddes, Charles, Baron Geddes of Epsom (1897–1983), britischer Gewerkschaftsführer
- Geddes, David (* 1949), kanadischer Kameramann
- Geddes, Dorothy (1936–1998), schottische Medizinerin und Hochschullehrerin
- Geddes, Eric (1875–1937), britischer Politiker und Manager, Abgeordneter des House of Commons
- Geddes, Euan, 3. Baron Geddes (* 1937), britischer Soldat, Geschäftsmann und Mitglied des Oberhauses
- Geddes, George W. (1824–1892), US-amerikanischer Politiker
- Geddes, James (1763–1838), US-amerikanischer Politiker und Ingenieur
- Geddes, John (1777–1828), US-amerikanischer Politiker
- Geddes, John (* 1936), britischer Radrennfahrer
- Geddes, Patrick (1854–1932), schottischer Biologe und Botaniker
- Geddes, Paul (* 1964), kanadischer Eishockeyspieler
- Geddes, Roy (1940–2006), britischer Chemiker und Biochemiker
- Geddes, Wilhelmina (1887–1955), irische Glasmalerin
- Geddins, Bob (1913–1991), US-amerikanischer Blues- und Gospel-Musiker und -Produzent
- Geddis, David (* 1958), englischer Fußballspieler

### Gede
- Gede, Hans-Jürgen (* 1956), deutscher Fußballspieler und -trainer
- Gede, Tadeusz (1911–1982), polnischer Politiker, Mitglied des Sejm (PZPR), Minister und Botschafter
- Gedeão de Paiva, Luan Madson (* 1990), brasilianischer Fußballspieler
- Gedeão, António (1906–1997), portugiesischer Wissenschaftler, Historiker und Schriftsteller
- Gedecha, Gebeyanesh (* 1998), äthiopische Hürdenläuferin
- Gedeck, Martina (* 1961), deutsche Schauspielerin, Hörbuch- und HörspielsprecherinMartina Gedeck (* 1961)

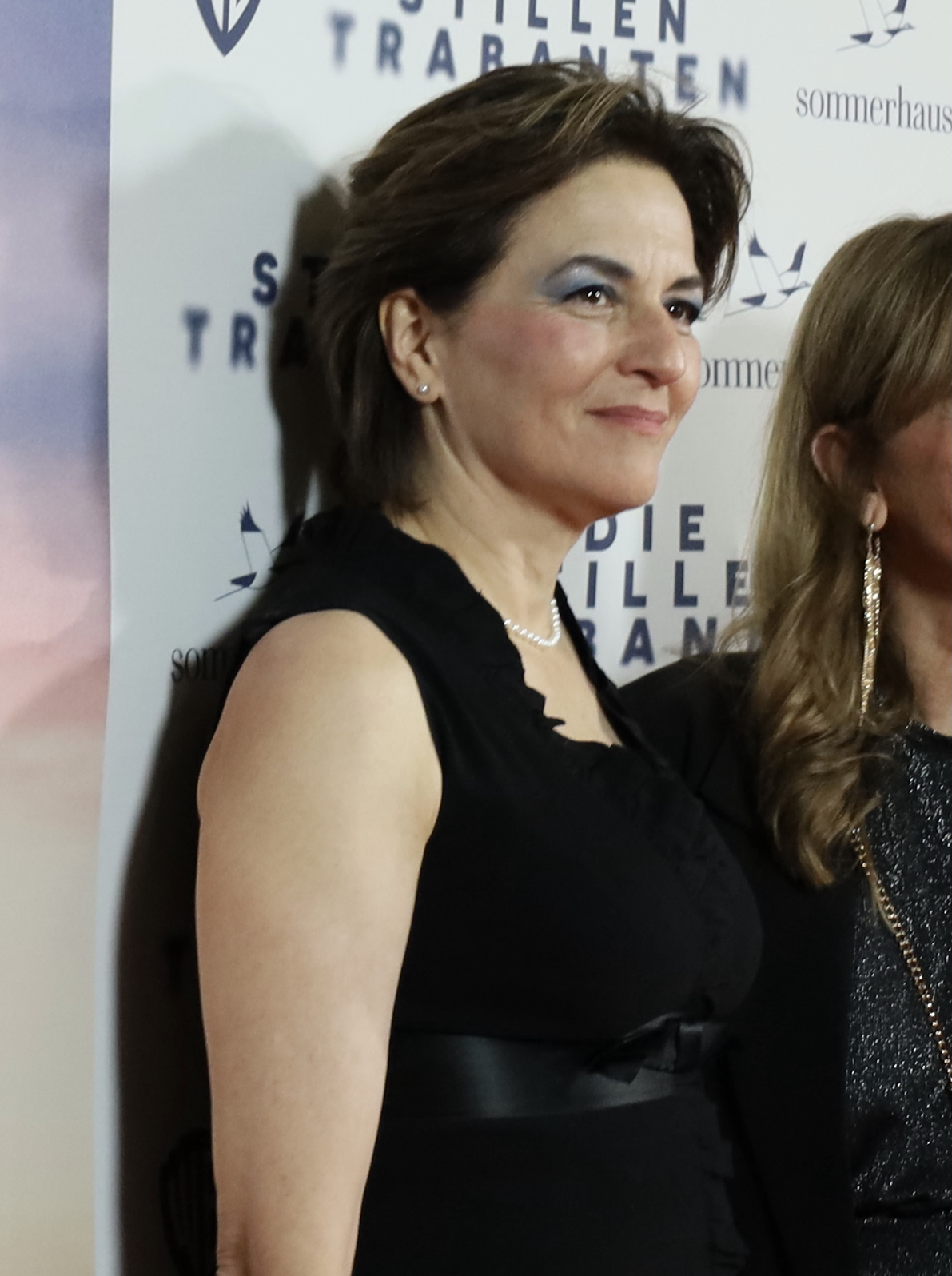
Martina Gedeck (* 1961)

- Gedeler, Gottfried von, deutscher Baumeister, Architekt und Ingenieur
- Geden, Oliver (* 1971), deutscher Sozialwissenschaftler
- Gedenk, Karen, deutsche Ökonomin und Professorin für Betriebswirtschaftslehre (BWL)
- Gedeon, Ben (* 1994), US-amerikanischer American-Football-Spieler
- Gedeon, Erik (* 1963), schwedisch-schweizerischer Autor, Regisseur und Komponist
- Gedeon, Patrik (* 1975), tschechischer Fußballspieler
- Gedeon, Saša (* 1970), tschechischer Regisseur
- Gedeon, Wolfgang (* 1947), deutscher Politiker (AfD), MdL
- Geder, Alan (* 1958), slowenischer Generalmajor
- Gedewanischwili, Elene (* 1990), georgische Eiskunstläuferin

### Gedg
- Gedge, George (* 1930), australischer Sprinter und Hürdenläufer
- Gedge, Pauline (* 1945), neuseeländische Schriftstellerin
- Gedgovds, Indriķis (1912–1943), lettischer Fußballspieler

### Gedi
- Gedicke, Lambert (1683–1736), deutscher evangelischer Theologe und Kirchenliederdichter
- Gedig, Curtis (* 1991), kanadisch-deutscher Eishockeyspieler
- Gediga, Paul Ernst (1887–1945), deutscher römisch-katholischer Geistlicher und Märtyrer
- Gédigier, François (* 1957), französischer Filmeditor
- Gedik Ahmed Pascha († 1482), osmanischer Großwesir und Kapudan Pascha
- Gedik, Mustafa (1953–1995), türkischer Fußballspieler
- Gedik, Simon (1551–1631), deutscher Theologe
- Gedik, Yunus Emre (* 1999), türkischer Fußballspieler
- Gedike, Carl Emil (1797–1867), deutscher Arzt, Leiter der Königlich Preußischen Krankenwartschule an der Charité
- Gedike, Friedrich (1754–1803), deutscher Pädagoge und Bildungspolitiker der Aufklärung
- Gedike, Ludwig (1760–1838), deutscher Pädagoge und Direktor der Leipziger Bürgerschule
- Gedikli, Emrehan (* 2003), türkisch-deutscher Fußballspieler
- Gediklioğlu, Abdurrahman (* 1998), türkischer Leichtathlet
- Gediminas († 1341), Großfürst von LitauenGediminas († 1341)

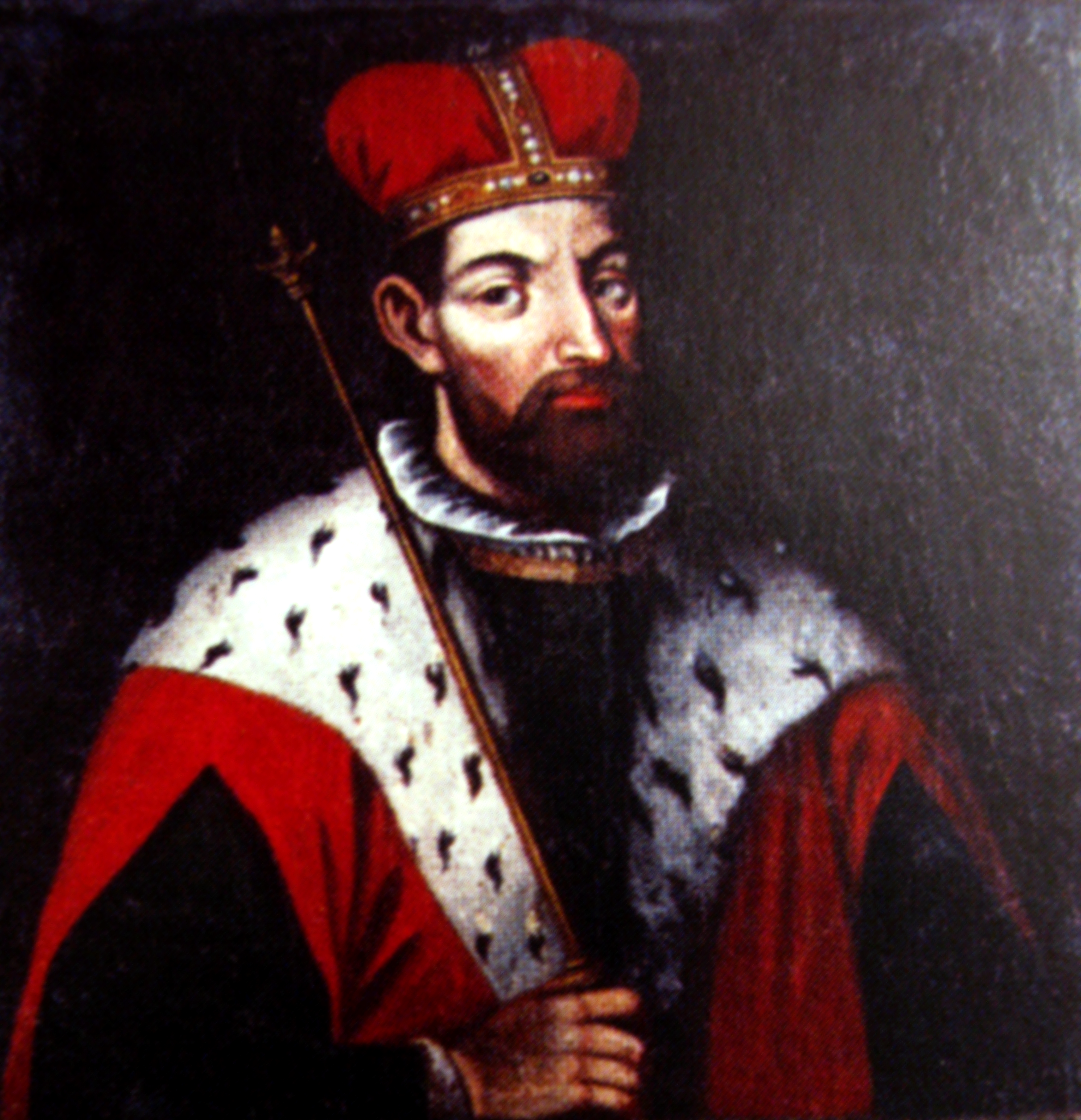
Gediminas († 1341)

- Gedizlioğlu, Zeynep (* 1977), deutschtürkische Komponistin

### Gedk
- Gedko (1130–1185), römisch-katholischer Bischof von Krakau

### Gedl
- Gedlek, Ludwig (1847–1904), polnischer Maler
- Gedler, Johann Anton (1725–1790), Füssener Geigenbauer
- Gedler, Paul (1715–1790), deutscher Altarbauer
- Gedlich, Otto (1887–1936), deutscher Kommunist, Widerstandskämpfer
- Gedlich, Richard (1900–1971), deutscher Fußballspieler

### Gedm
- Gedmin, Jeffrey (* 1958), US-amerikanischer Politologe und Geschäftsführer des Legatum Institute
- Gedmintas, Ruta (* 1983), litauisch-britische SchauspielerinRuta Gedmintas (* 1983)

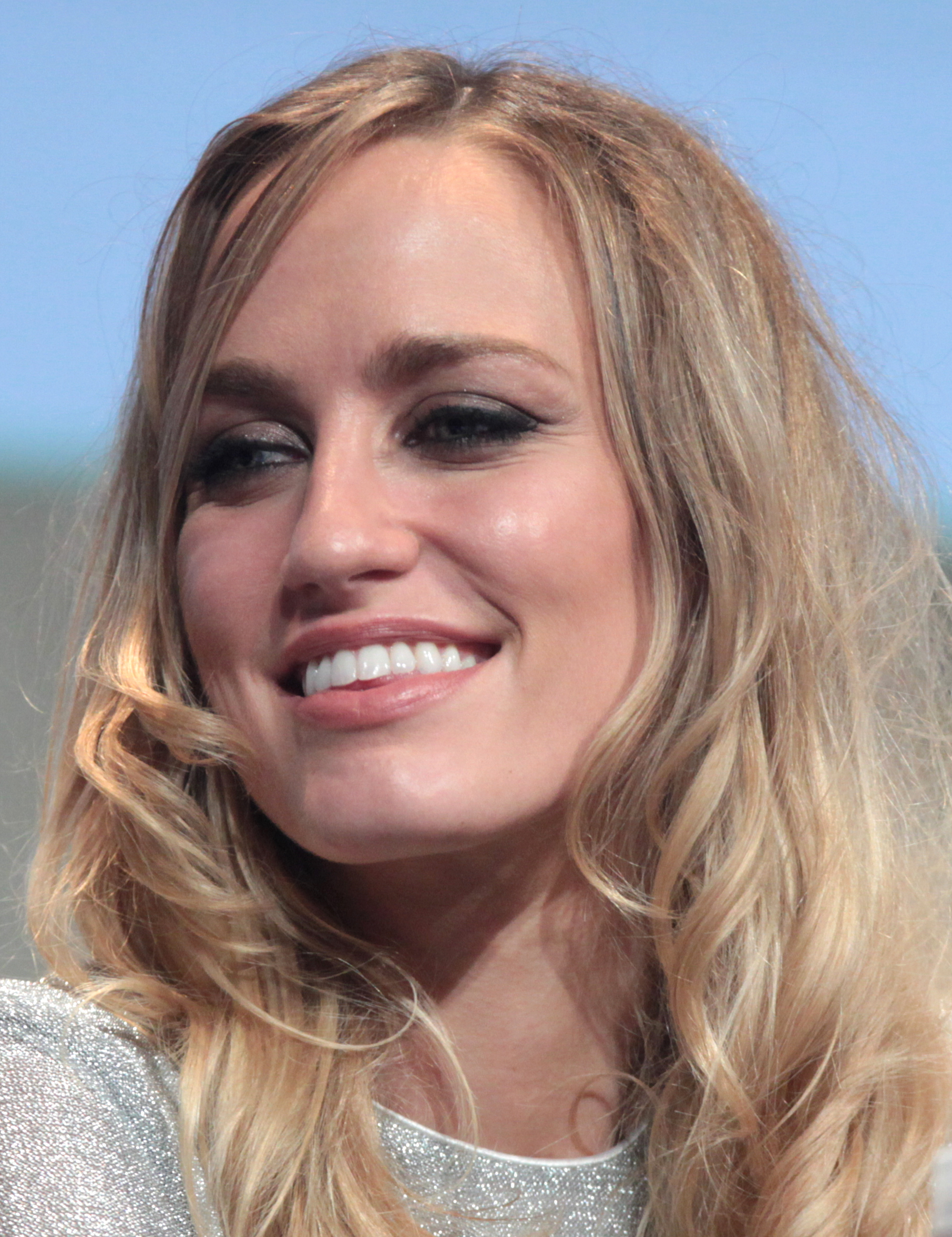
Ruta Gedmintas (* 1983)

### Gedn
- Gedney, William J. (1915–1999), US-amerikanischer Linguist

### Gedo
- Gedő, András (* 1932), ungarischer Philosoph
- Gedó, György (* 1949), ungarischer Boxer und Olympiasieger
- Gedő, Ilka (1921–1985), ungarische Grafikerin und Malerin
- Gedon, Brigitte (* 1936), deutsche Kunsthistorikerin und Biografin
- Gedon, Lorenz (1844–1883), deutscher Bildhauer, Architekt, Innenarchitekt und Kunstgewerbler
- Gedon, Paul (1896–1945), deutscher Architekt und Regierungsbaumeister
- Gedon, Thomas Friedrich († 1771), österreichischer Maler des Barocks und Schüler Daniel Grans
- Gedővári, Imre (1951–2014), ungarischer Säbelfechter und Olympiasieger
- Gédoyn, Nicolas (1677–1744), französischer Kleriker und Übersetzer
- Gedoz, Felipe (* 1993), brasilianischer Fußballspieler

### Gedr
- Gedrat, Johann (1883–1915), deutscher Schwimmlehrer und Teilnehmer an den Olympischen Spielen 1912
- Gedrick, Jason (* 1965), US-amerikanischer SchauspielerJason Gedrick (* 1965)

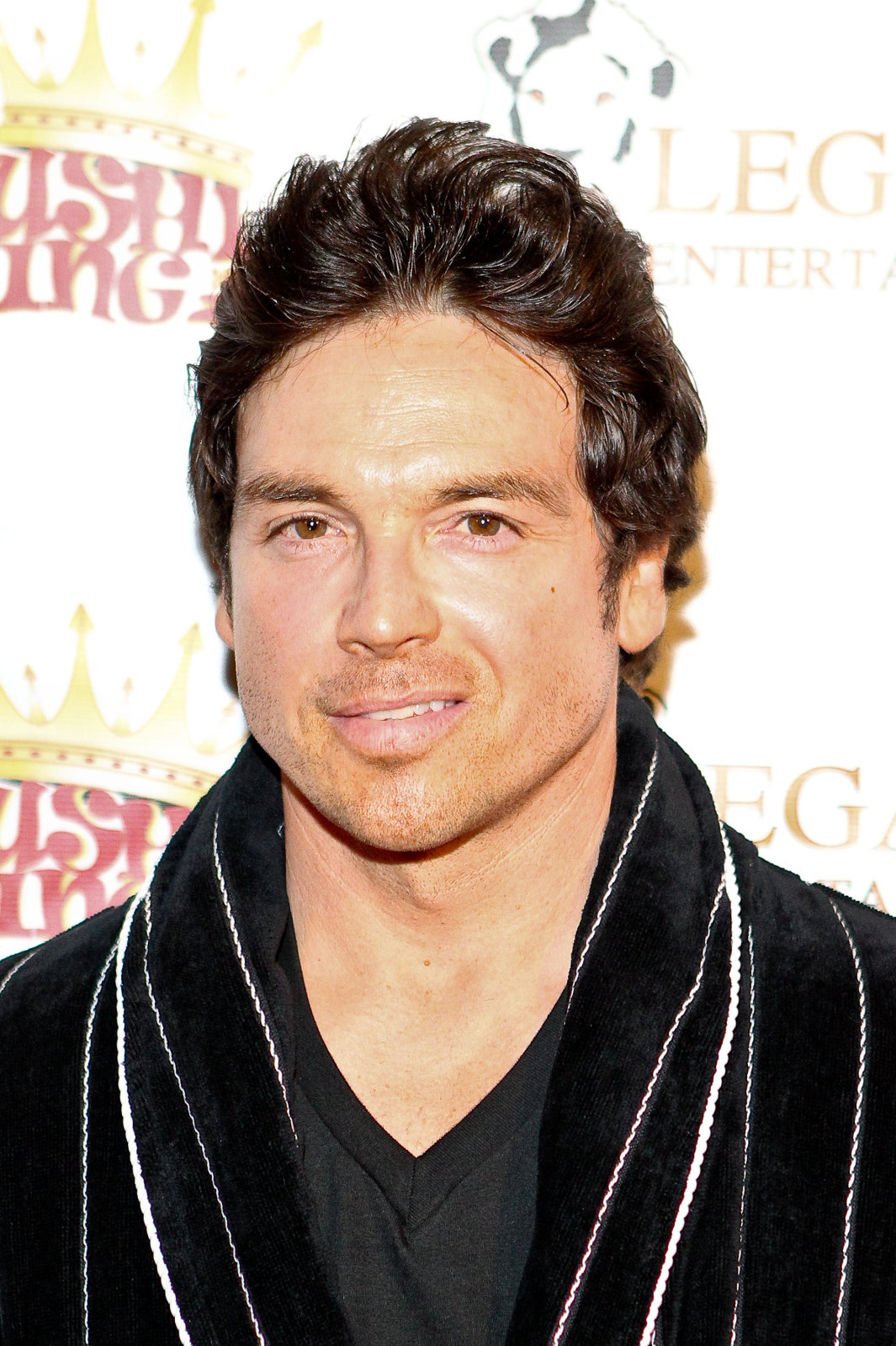
Jason Gedrick (* 1965)

- Gedrimas, Osvaldas (* 1996), litauischer Stabhochspringer
- Gedroiz, Wera Ignatjewna (1870–1932), russische bzw. sowjetische Chirurgin, Hochschullehrerin und Dichterin

### Geds
- Gedschold, Christoph (* 1977), deutscher Dirigent und Korrepetitor

### Gedu
- Gedujew, Aniuar Borissowitsch (* 1987), russischer Ringer
- Gedult von Jungenfeld, Edmund (1813–1886), deutscher Kaufmann und Ehrenbürger von Mainz
- Gedult von Jungenfeld, Franz (1778–1840), Politiker
- Gedult von Jungenfeld, Johann Edmund (1652–1727), deutscher katholischer Geistlicher und Weihbischof in Mainz
- Geduly, Lajos (1815–1890), evangelischer Bischof für den Distrikt Cisdanubien und Abgeordneter im Ungarischen Reichstag

### Gedv
- Gedvila, Edmundas (* 1943), litauischer Unternehmer und Bürgermeister
- Gedvilas, Aidas (* 1966), litauischer Politiker (Seimas)
- Gedvilas, Martynas (* 1989), litauischer Politiker
- Gedvilas, Mečislovas (1901–1981), litauischer Politiker und Ministerpräsident
- Gedvilas, Vydas (* 1959), litauischer Basketball-Trainer und Politiker
- Gedvilienė, Aistė (* 1985), litauische Politikerin

### Gedy
- Gedye, George Eric Rowe (1890–1970), britischer Journalist, Autor und Geheimdienstmitarbeiter